# Carlo I re d'Inghilterra
Carlo I re d'Inghilterra è il ritratto ufficiale del sovrano Carlo I d'Inghilterra, vestito con l'armatura e armato di spada, dipinto da Daniel Mytens. I segni del potere regio sono posti accanto al sovrano.
Il dipinto giunse al Metropolitan Museum of Art di New York nel 1899.